# Flörsheim am Main
Flörsheim am Main è un comune tedesco di 21 851 abitanti, situato nel land dell'Assia.